# Решьоти (Псковська область)
Решьоти (рос. Решеты) — присілок в Островському районі Псковської області Російської Федерації.
Населення становить 58 осіб. Входить до складу муніципального утворення Горайська волость.

## Історія
Від 2015 року входить до складу муніципального утворення Горайська волость.

## Населення
| 2001 | 2002 | 2010 |
| ---- | ---- | ---- |
| 87   | ↗89  | ↘58  |